# Chionographis koidzumiana
Chionographis koidzumiana là một loài thực vật có hoa trong họ Melanthiaceae. Loài này được Ohwi miêu tả khoa học đầu tiên năm 1930.